# Ugljen disulfid
Ugljen disulfid je bezbojna isparljiva tečnost sa formulom CS2. Ovo jedinjenje se često koristi kao gradivni blok u organskoj hemiji, kao i industrijski nepolarni rastvarač. On ima miris sličan "etru", mada su industrijski uzorci tipično kontaminirani nečistoćama lošeg mirisa, kao što je karbonil sulfid.

## Zastupljenost i proizvodnja
Male količine ugljen disulfida se oslobađaju u vulkanskim erupcijama i u močvarama. CS2 se nekad proizvodio kombinovanjem ugljenika (ili koksa) i sumpora na visokim temperaturama. Reakcija na nižoj temperaturi od oko 600 ° koristi prirodni gas kao izvor ugljenika u prisustvu silikagelnog ili alumina katalizatora:
Reakcija je analogna sagorevanju metana. Mada je izoelektronski sa ugljen-dioksidom, CS2 je veoma zapaljiv:
Globalna produkcija/potrošnja ugljen disulfida je približno jedan milion tona, pri čemu Kina konzumira 49%, a Indija 13%, uglavnom za produkciju rajonskih vlakana. SAD produkcija 2007. godine je bila 56.000 tona.